# 요한 에라스무스 킨더만

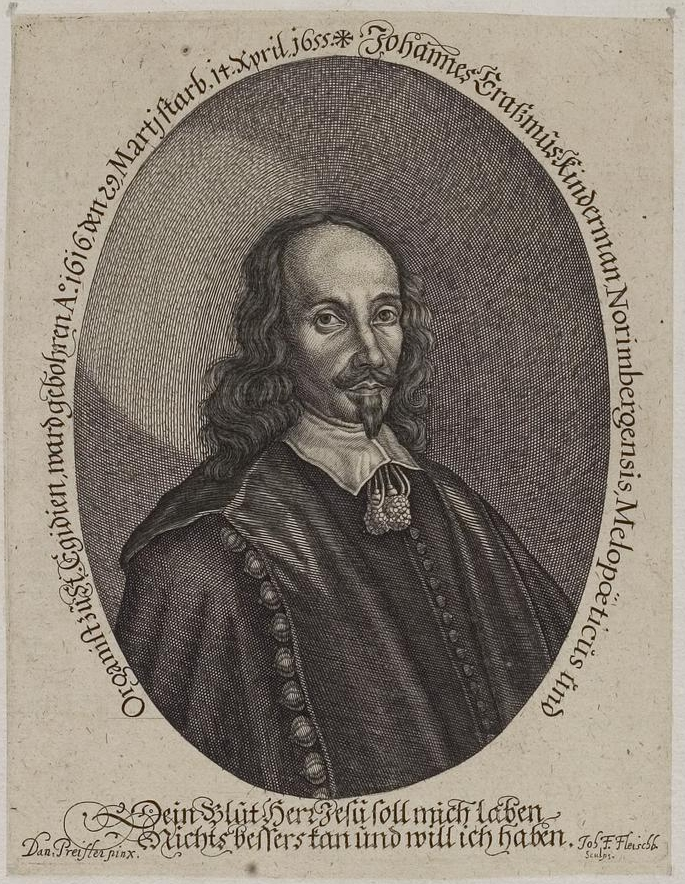
요한 에라스무스 킨더만

요한 에라스무스 킨더만(Johann Erasmus Kindermann, 1616 – 1655)는 독일 바로크 오르간 연주자이자 작곡가이다. 17세기 초 뉘렘베르크 악파의 대표적인 작곡가이다.

## 삶
뉘렘베르크에서 태어나 15세에 이미 교회에서 노래를 하고 바이올린을 켰다.
1634년 시의 허락과 지원금을 받아 이탈리아에서 새 음악을 공부했다. 1936년 시의 명을 받아 다시 시 교회의 오르간 연주자가 되었다. 그 후로는 평생 뉘렘베르크에 살면서 시에서 가장 유명한 음악가이자 교수가 되었다. 뉘렘베르크와 남부 독일에 새 음악을 전파하는데 즁요한 역할을 했다.